# ساکی تاکائوکا
ساکی تاکائوکا (انگلیسی: Saki Takaoka؛ زادهٔ ۳ دسامبر ۱۹۷۲) هنرپیشه اهل ژاپن است. وی برنده جوایزی همچون جایزه آکادمی فیلم ژاپن شده است.